# Marcel Barrière
Marcel Barrière (Limoux, 3 novembre 1860 – Parigi, 18 febbraio 1954) è stato un romanziere e saggista francese.
Nel 1902 venne candidato al premio Nobel per la letteratura.

## Opere

### Romanzi
- Le Nouveau Don Juan, 1900, comprendente:
  - L’Éducation d’un contemporain
  - Le Roman de l’ambition
  - Les Ruines de l’amour
- La Dernière Épopée, comprendente:
  - Le Monde Noir, Romanzo sul futuro delle società umane, 1909
  - La Nouvelle Europe, Preistoria dell'ultima guerra, 1911
- Saint-Ange d’A, Storia di un amore elegiaco sotto la Restaurazione (1824-1826), 1914
- Le Sang d’Asmodée, demone della lussuria, Romanzo di costume della prima epoca del tango, 1924
- Les Nouvelles Liaisons dangereuses, Romanzo di costumi moderni, 1925
- La Vierge et le Taureau, 1926
- Le Mauvais Eros, Cronaca di costumi del Secondo Impero, illustrato da Jane Berlandina, 1926
- Le Roman d'un royaliste, 1927

### Saggi
- L’Œuvre de H. de Balzac: studio letterario e filosofico sulla «Comédie humaine», 1890
- L’Art des passions, Saggio sul donjuanismo contemporaneo, 1904
- La Plastique féminine, illustrato da Gustave Brisgand, 1929
- Le Carnaval de Limoux, 1930
- Essai sur l’art du roman, 1931
- Les Princes d’Orléans, 1933
- Guillaume II et son temps, 1934
- La Vie secrète de Madame Jules Baudley, 1948